# Ivan Fiodorovitch Glebov
Pour les autres membres de la famille, voir Famille Glebov.
Ivan Fiodorovitch Glebov. (En alphabet cyrillique : Иван Фёдорович Глебов). Né le 20 février 1707. Décédé le 13 juin 1774. Commandant, général en chef de l'Empire russe (1762), sénateur (1766), gouverneur général de Kiev (1762 à 1766), gouverneur général de Saint-Pétersbourg (de février 1767 à décembre 1767). Propriétaire du domaine de Znamenskoïe-Raiok.

## Famille
Fils du major-général Fiodor Nikititch Glebov († 1716)) et selon certaines sources de Maria Iakovlevna Kozlovskaïa, sa première épouse.
De son union naquirent huit enfants :
- Nikolaï Ivanovitch Glebov : (1731-?).
- Fiodor Ivanovitch Glebov : (1734-1799), il épousa Ielizaveta Petrovna Strechneva (1751-1837), fille de Piotr Ivanovitch Strechnev et de Natalia Petrovna Iakovleva. En 1765, il épousa Alexandra Ivanovna Dachkova (1738-1769), fille de Ivan Andreïevitch Dachkov et de Anastasia Mikhaïlovna Leontieva.
- Sergueï Ivanovitch Glebov : (1736-1786). Major-général, poète.
- Iekaterina Ivanovna Glebova : (1740-?).
- Varvara Ivanovna Glebova : (1741-1760).
- Ivan Ivanovitch Glebov : (1743-?).
- Pavel Ivanovitch Glebov : (1744-1826.
- Ielizaveta Ivanovna Glebova : (1749-?)[2].

## Évolution de la carrière militaire
- 21 mars 1721 : Sergent.
- 11 avril 1723 : Cadet.
- 25 avril 1738 : Sous-lieutenant.
- 15 février 1731 Lieutenant.
- 1731 : Capitaine d'artillerie.
- 24 avril 1743 : Brigadier-général.
- 1749 : Major-général.
- 1755 : Lieutenant-général.
- 1762 : Général en chef[3],[4].

## Biographie

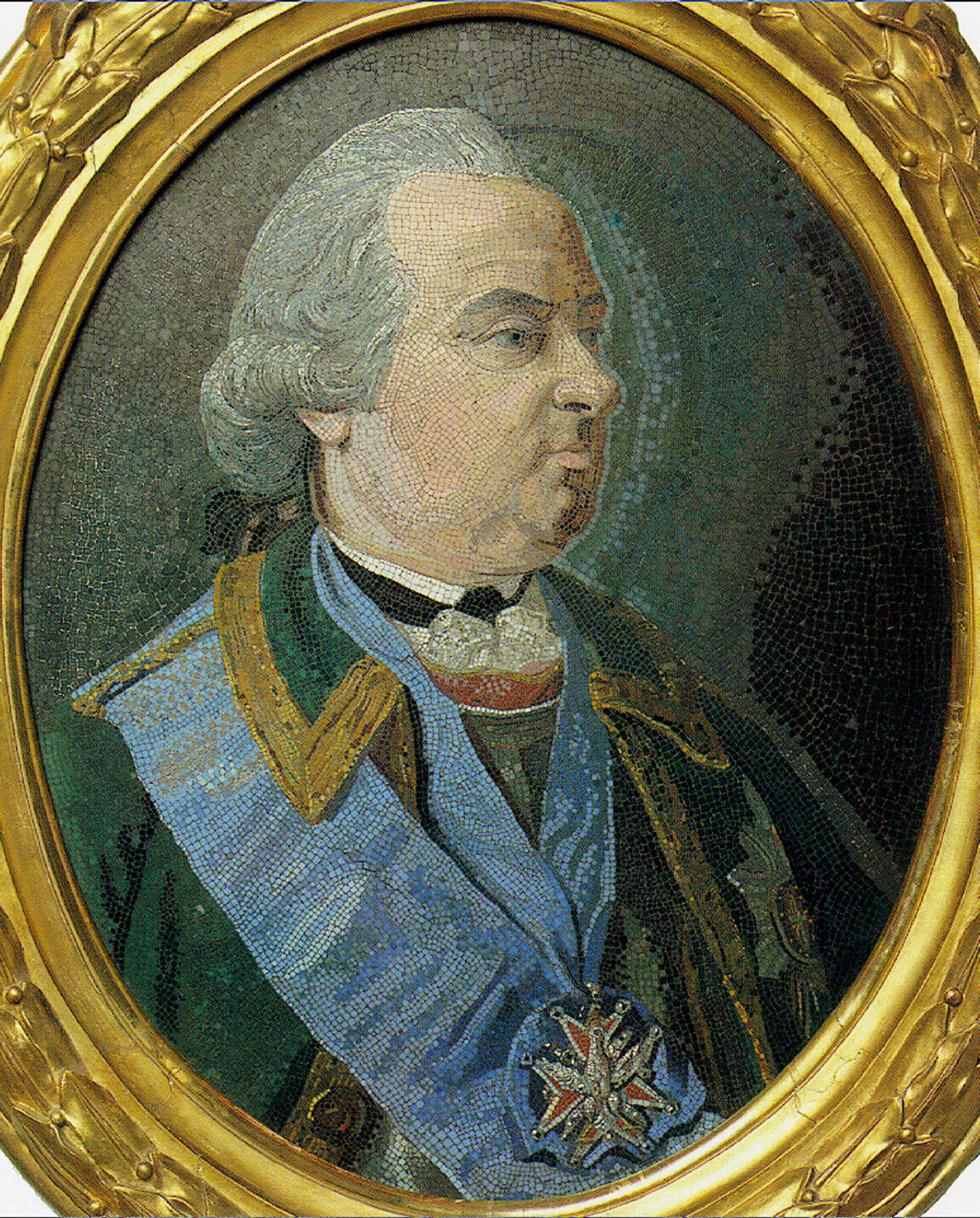
Piotr Ivanovitch Chouvalov (1710-1762), portrait en mosaïque de verre. Atelier de Lomonossov. 1785. Musée de l'Ermitage de Saint-Pétersbourg.

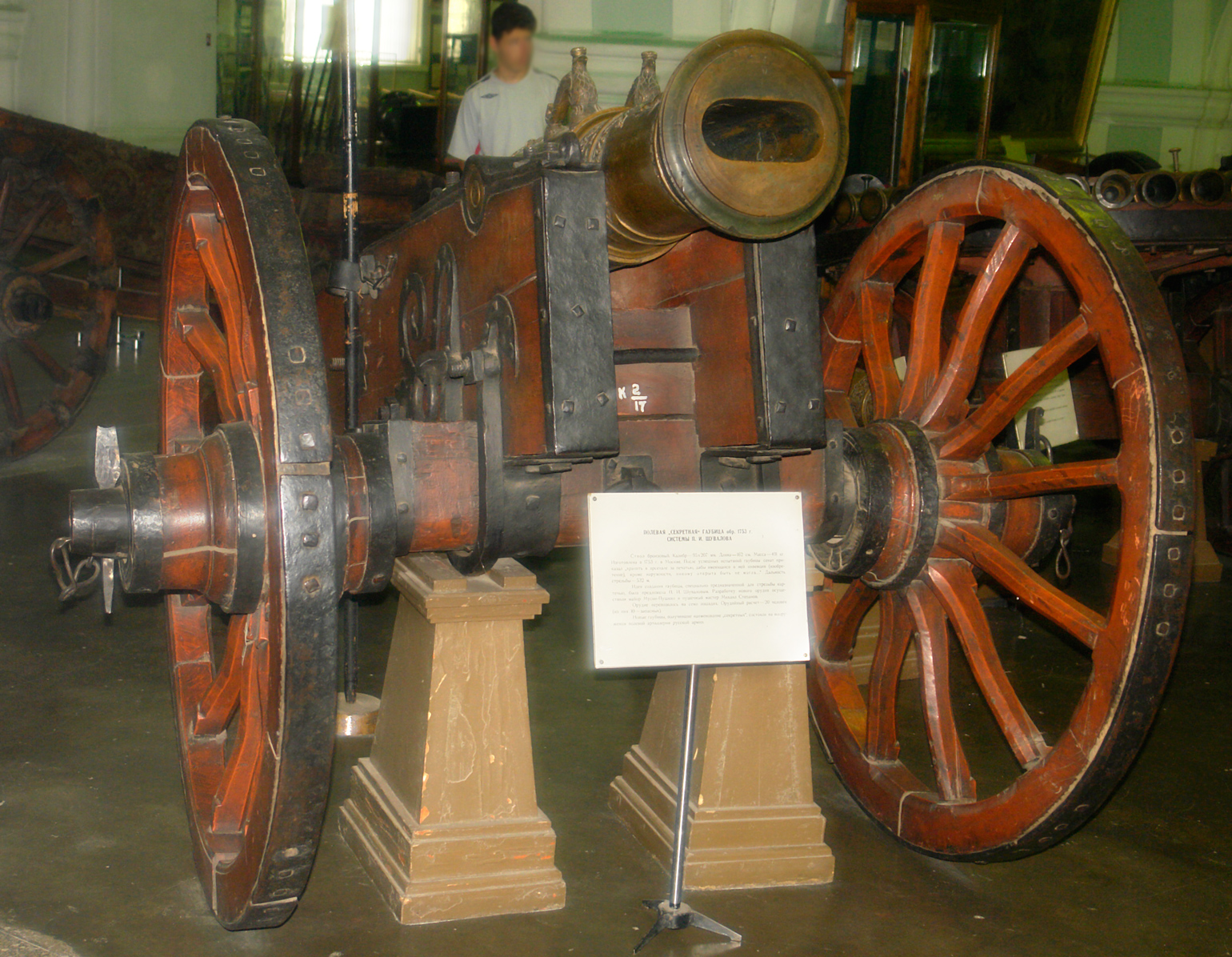
L'obusier secret, (système P.I. 1753) une invention du feld-maréchal Chouvalov (1710-1762). Musée historique et militaire de l'artillerie, du génie à Saint-Pétersbourg.

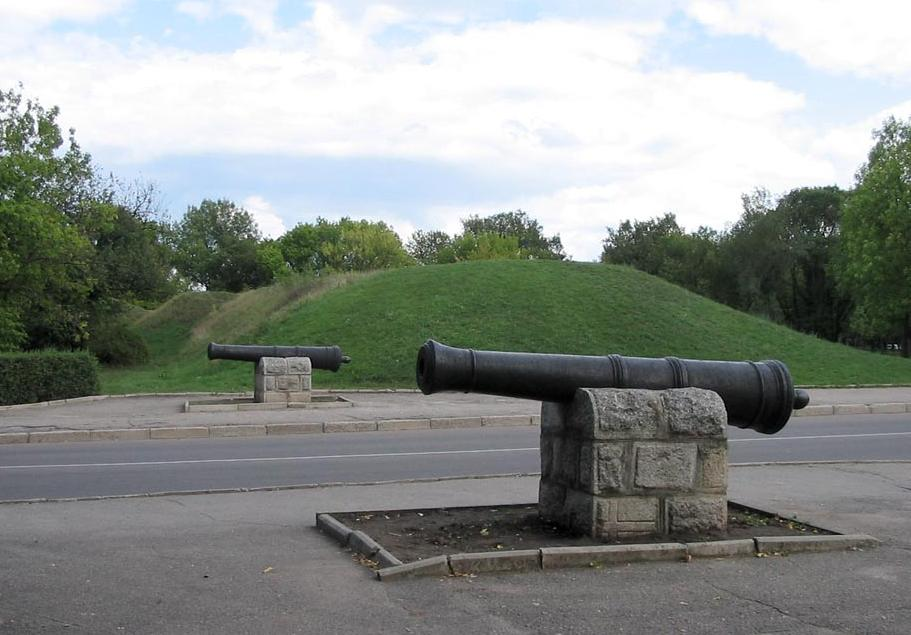
Canon et remparts du Fort Sainte-Élisabeth à Kropyvnytskyï

Représentant d'une vieille famille de la noblesse russe prétendant descendre d'un chevalier suédois nommé Oblaguinia (XIVe siècle), Ivan Fiodorovitch Glebov naquit le 20 février 1707 (selon d'autres sources en 1703 ou 1705). Il était le fils de Fiodor Nikititch Glebov, major-général au Régiment Preobrajensky. Il commença ses études au domicile de ses parents. Le 21 mars 1721, sur ordre du maréchal Jacob Bruce, il est incorporé au grade de sergent, dans un régiment d'artillerie. Le 5 avril 1727, il obtient le grade de sous-lieutenant. Le 25 avril 1728, il fut élevé au grade de lieutenant, le 15 février 1731 capitaine. Le 25 mars 1738, il fut nommé au poste d'assesseur au Bureau du Département de l'artillerie. Le 22 novembre 1740, nommé conseiller, Ivan Fiodorovitch Glebov dirigea l'école de formation d'artillerie et d'artillerie de garnison. Le 27 janvier 1741, le prince de Hesse-Hombourg l'admit à siéger à la Commission chargée de la rationalisation et de l'amélioration de l'artillerie. Au sein de cette Commission, il fut en mesure de tester les inventions du feld-maréchal Chouvalov (1710-1762) telles que l'"obusier secret" et le l'obusier Iedinorog (Единорог / Licorne).
Le 24 avril 1743, Ivan Fiodorovitch Glebov fut promu brigadier-général (генерал-бригадир / gueneral-brigadir) (grade militaire supérieur à colonel, inférieur à major-général). Le 20 novembre 1745, il fut invité à siéger à  a Commission chargée d'enquêter sur les agissements controversés de l'ancien commandant de la Bachkirie.
Le 22 avril 1749, Ivan Fiodorovitch Glebov fut promu major-général.
Le 4 janvier 1751, il lui fut confié la réinstallation et la réinsertion des immigrants serbes, mais aussi de nombreux Roumains, venus notamment de Transylvanie, des Ukrainiens, et d'autres colons déplacée en Nouvelle Serbie et la construction de la forteresse Sainte-Élisabeth. (nommée en l'honneur de l'impératrice Élisabeth Ire)
Le 27 décembre 1755, il fut élevé au grade de lieutenant-général.
En raison de l'arrêt des travaux de construction de la forteresse Sainte-Élisabeth, le lieutenant-général Glebov fut rappelé à Saint-Pétersbourg et commanda un détachement d'artillerie. Au grade d'ingénieur-général, il fut transféré dans un corps du génie. Le 4 juillet 1756, le lieutenant-général Glebov commanda l'artillerie de siège et de l'artillerie de campagne à Velikié Louki, Saint-Pétersbourg, Riga, Vyborg, Novgorod, Pskov Smolensk et les provinces Baltes.
Au cours de la Guerre de Sept Ans, le 25 août 1758, le lieutenant-général Glebov affronta les troupes prussiennes à Zorndorf, son comportement au combat lui valut l'Ordre de Saint-Alexandre Nevski.
Le 16 août 1760, Ivan Fiodorovitch Glebov fut nommé au poste de gouverneur général de Kiev, mais en raison de la Guerre de Sept Ans, la prise de cette fonction deviendra effective qu'au terme de ce conflit.
Au décès du maréchal Chouvalov, en janvier 1762, Ivan Fiodorovitch Glebov fut nommé vice-feld-maréchal. Le 9 février de la même année, il fut élevé au grade de général en chef et occupa son poste de gouverneur général de Kiev. Le 23 mars 1766, il devint sénateur (l'organe suprême de l'État et de la loi créé par Pierre Ier de Russie le 2 mars 1711 en remplacement de la Douma des Boyards).

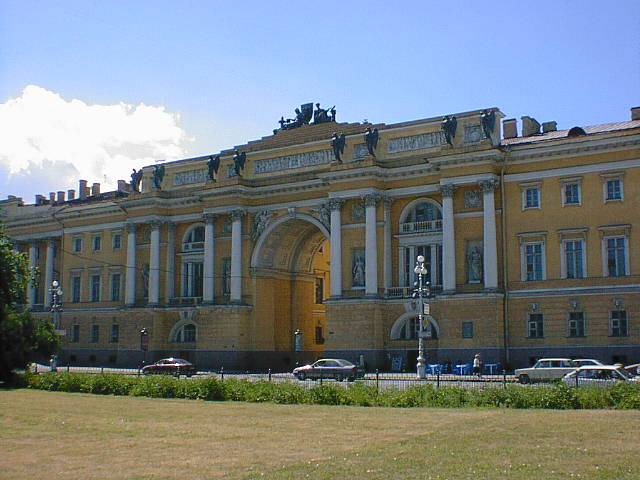
Bâtiment abritant le Sénat d'Empire et le Saint-Synode à Saint-Pétersbourg.

Le 1er janvier 1767, il reçut l'Ordre de Saint-André et la même année devint député de la noblesse du gouvernement de Moscou. C'est en cette qualité qu'il siégea le 20 juillet 1767 à la Commission chargée de rédiger le projet de rédaction du nouveau code.
De février 1767 à décembre 1767, le général Glebov occupa le poste de gouverneur général de Saint-Pétersbourg.
En 1770, il demanda sa démission  en raison de son mauvais état de santé, ce qui fut accepté.

## Décès et inhumation

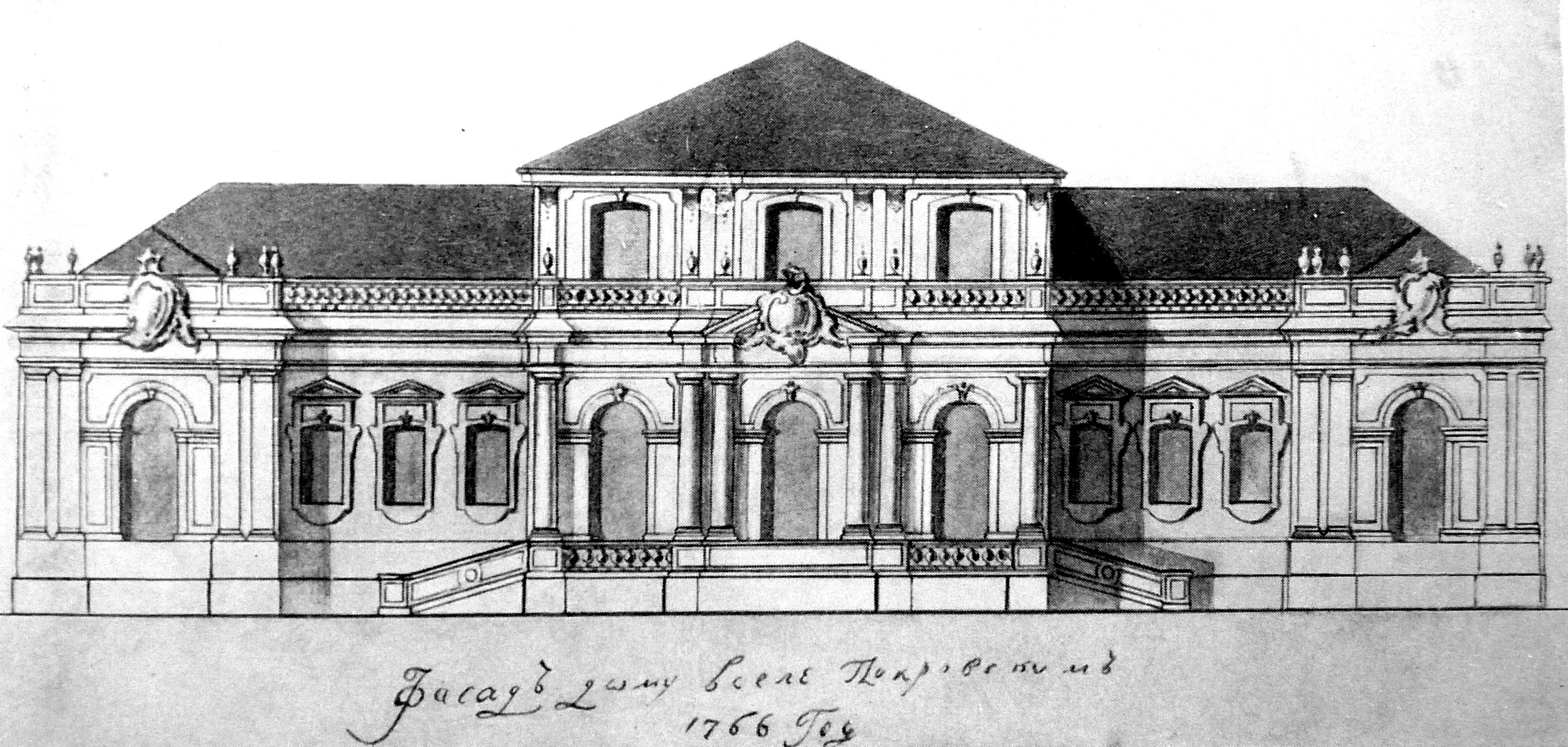
Manoir de Pokrovskoïe-Strechnevo, façade du manoir en 1766.

Le général Glebov mourut le 13 juin 1776 et fut inhumé au monastère de la Dormition de Staritsa (gouvernement de Tver).

## Distinctions
- 1er janvier 1767 : Ordre de Saint-André.
- 25 août 1758 : Ordre de Saint-Alexandre Nevski.

## Domaines de Ivan Fiodorovitch Glebov
- Manoir de Pokrovskoïe-Strechnevo (nord-ouest de Moscou).
- Domaine de Znamenskoïe-Raiok près de Torjok (oblast de Tver).